# Guaraní
|  | Aquest article tracta sobre la llengua ameríndia. Vegeu-ne altres significats a «Guaraní (desambiguació)». |

El guaraní (en guaraní: avañe'ẽ [aʋaɲẽˈʔẽ]) és una llengua ameríndia de l'Amèrica del Sud que es parla en diverses regions de l'Argentina, Brasil i Bolívia i en gran part del Paraguai (de fet, el nom d'aquest país és una paraula guaraní que significa 'país de molta aigua').
El nom de la llengua en guaraní és avañe'ẽ (sota aquest nom es troba la Viquipèdia en guaraní).
Guaraní és la paraula amb la qual els castellans van identificar l'ètnia i l'idioma, en confondre el mot guariní ('guerra') que repetidament pronunciaven els indígenes.
Un total de 6 milions de persones el parlen i recentment s'ha inclòs a l'escola i des de 1992, està declarada com a llengua cooficial a la constitució de Paraguai (article 140). A Paraguai el 94% de la població el sap parlar, mentre que el 37,8% és monolingüe en aquesta llengua. A Bolívia, a la província de Corrientes, a la província d'Entre Ríos a l'Argentina i a part de l'Amazònia del Brasil també es parla. No sempre ha estat així, ja que durant molt de temps va ser una llengua perseguida, sobretot durant la dictadura d'Alfredo Stroessner.

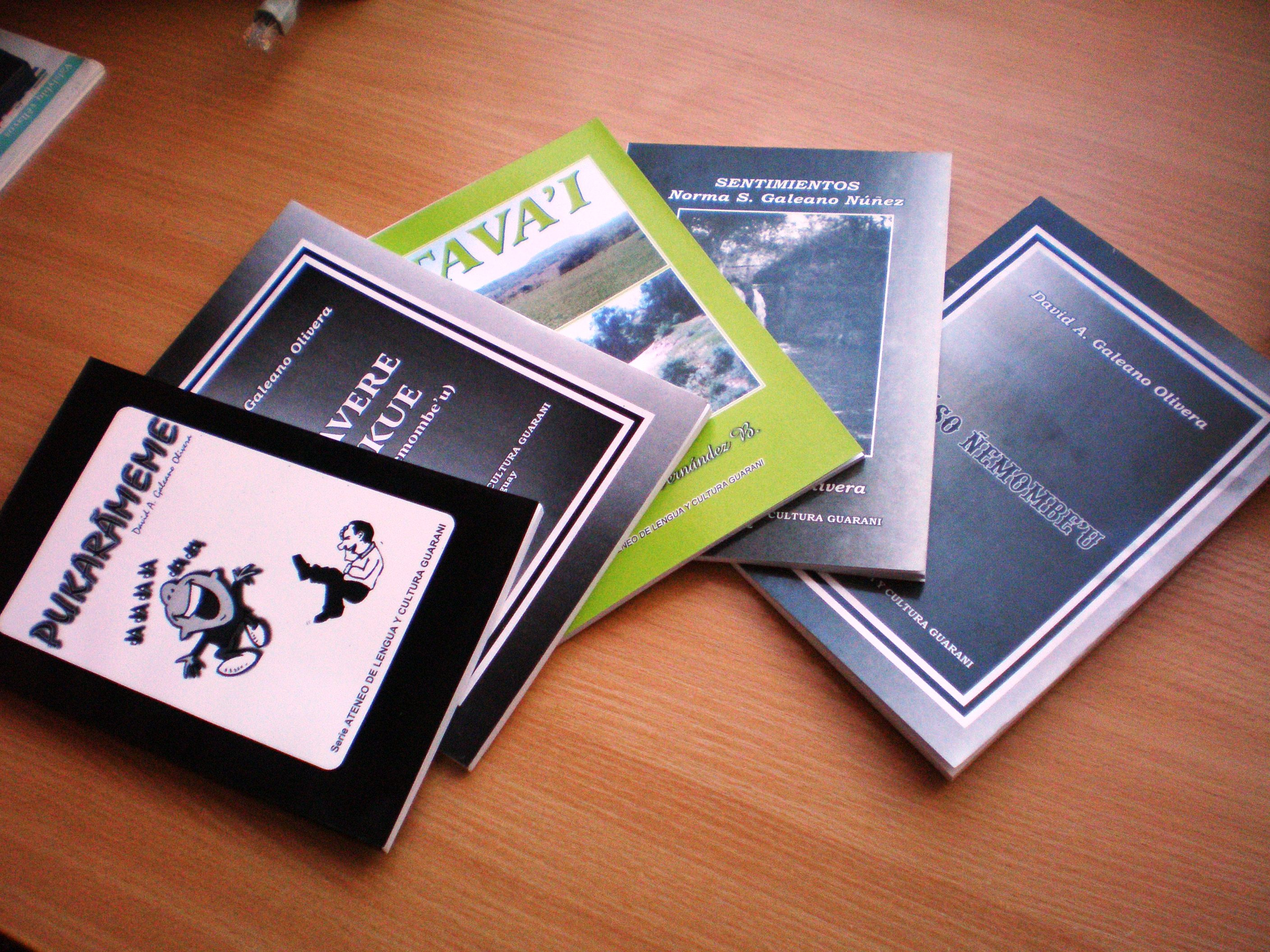
Llibres en guaraní

La situació sociolingüística de la llengua guaraní al Paraguai reflecteix l'existència de dues llengües en contacte: Els manlleus de paraules entre castellà i guaraní, i el fet de passar de parlar en una llengua a l'altra, són molt freqüents. En el cas d'algunes ciutats com la mateixa capital Asunción està molt estès el Jopara (mescla) barreja de castellà i guaraní que està vista com una adulteració de l'idioma pels parlants de guaraní amb més consciència lingüística. En el parlament de Paraguai predomina el castellà, però és usual emprar el guaraní especialment en situacions particularment emotives.
Ha pogut sobreviure al llarg dels segles sobretot perquè els jesuïtes el van triar com a llengua per a predicar el cristianisme als indis, amb la qual cosa es va posar per escrit (amb l'alfabet guaraní, un alfabet llatí lleugerament modificat), i pel tradicional isolament imposat al Paraguai des de l'època de Rodríguez de Francia.
El 2021 es publicà el primer diccionari monolingüe guaraní.

## Alfabet guaraní
Té 33 fonemes, 12 dels quals són vocàlics (amb forta presència dels sons nasals i guturals). Les paraules acostumen a tenir l'accent a l'última síl·laba i no acaben mai en consonant.
Juntament amb els diversos dialectes tupís del Brasil, forma la família lingüística anomenada tupí-guaraní.
Del guaraní deriven diverses paraules en moltes llengües entre les quals destaquen Jaguar i Piranya (Pira aña: peix del diable).
L'alfabet fou estandarditzat el 2015.